# Euphorion van Athene
Euphorion van Athene (Oudgrieks: Εὐϕορίων) was de (volgens Griekse gewoonte naar zijn grootvader genoemde) zoon van de Atheense tragediedichter Aeschylus. Over zijn leven en werk is niet zoveel geweten.

## Leven en werk
Over zijn leven is dus eigenlijk niets met zekerheid te zeggen, behalve dat hij de zoon van de beroemde Aeschylus was. Euphorion zou de drama's van zijn vader, die bij diens leven niet konden gespeeld worden, hebben laten uitvoeren en daarmee verschillende prijzen hebben gewonnen. Hij schreef zelf ook tragedies en versloeg in 431 v.Chr. Sophocles en Euripides, wiens Medea toen opgevoerd werd. Zijn dood zou enkele jaren hierna zijn, ook al is dit niet met zekerheid te zeggen. Tegenwoordig wordt aangenomen dat hij de auteur is van de tragedie Prometheus geboeid die in de bibliotheek van Alexandrië aan zijn vader Aeschylus toegeschreven is. De belangrijkste reden om aan te nemen dat Euphorion de auteur is omdat de oppergod Zeus hier eerbiediger behandeld wordt dan in de andere tragedies van Aeschylus, tevens zijn er verwijzingen naar dit stuk gemaakt door Aristophanes, die rond 415 v.Chr. gedateerd worden, wat lang na de dood van Aeschylus in 456 v.Chr. is. Hierdoor zou Euphorion dan de vierde Oudgriekse tragediedichter zijn van wie ons een werk is overgeleverd.